# انگکونگولونی
انگکونگولونی (به لاتین: Engcongolweni) یک منطقهٔ مسکونی در مالاوی است که در بخش مزیمبا واقع شده‌است.